# Brentford Football Club
Maillots
Actualités
Le Brentford Football Club est un club de football anglais fondé en 1889. Le club, basé à Brentford, dans le borough londonien de Hounslow évolue depuis la saison 2021-2022 en Premier League.

## Repères historiques
Fondé en 1889, le club adopte un statut professionnel en 1899 et rejoint la League en 1920 (troisième division).
Le club a connu ses meilleurs résultats dans les années 1930, en finissant plusieurs saisons dans le haut du classement de la First Division. Depuis la guerre, il oscille entre la deuxième, la troisième et la quatrième division (aujourd'hui appelées respectivement Championship, League One et League Two).
En 2008-2009, l'équipe de Brentford remporte la League Two (quatrième division anglaise) et accède à la League One (troisième division anglaise). 
À partir de la saison 2009-2010, elle finit successivement à la 9e, 11e et à nouveau  9e place de la League One (troisième division anglaise) 
En 2012-2013, elle finit troisième avec 79 points et est ainsi qualifiée pour les playoffs mais perd en finale contre Yeovil Town.
En 2013-2014, en finissant à la deuxième place de la League One (troisième division anglaise) avec 94 points le Brentford FC est promu en Football League Championship (deuxième division anglaise).
Le 22 octobre 2016, le club dispute son 4000e match de Ligue contre Barnsley (défaite 0-2).
Le 10 novembre 2016, le club dévoile un nouveau logo censé être plus reconnaissable et mettant en avant le surnom du club : "Les Bees".
À l'issue de la saison 2020-2021, le club est promu en Premier League en remportant la finale des play-off face à Swansea. Brentford n'avait plus connu l'élite depuis 1947.

## Palmarès et records
- Championnat d'Angleterre de deuxième division
  - Champion : 1935

- Championnat d'Angleterre de troisième division
  - Champion : 1992
  - Vice-champion : 2014

- Championnat d'Angleterre de troisième division Sud
  - Champion : 1933
  - Vice-champion : 1930, 1958

- Championnat d'Angleterre de quatrième division
  - Champion : 1963, 1999, 2009

- Football League Trophy 
  - Finaliste : 1985, 2001, 2011

## Identité visuelle

### Logos

Jusqu'en 2016.
Depuis 2016.
Depuis 2017 (Alternatif).

## Stades

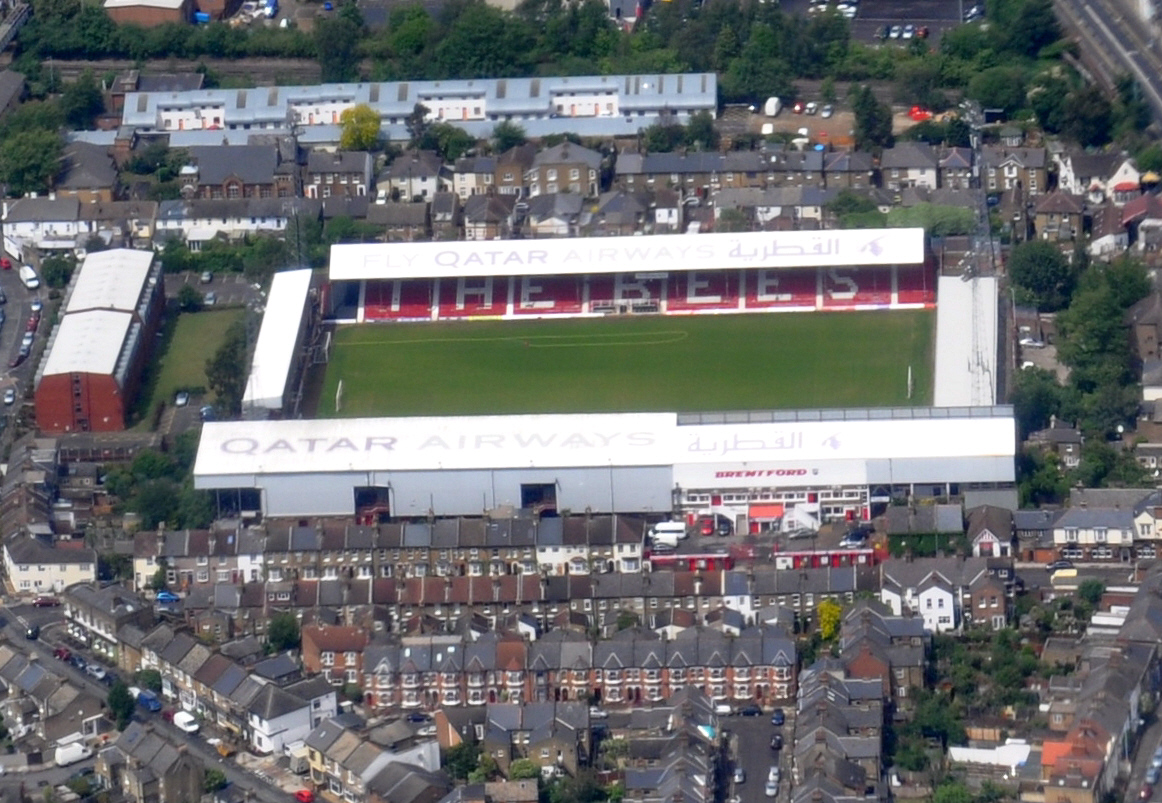
Griffin Park, l'ancien stade en 2011.
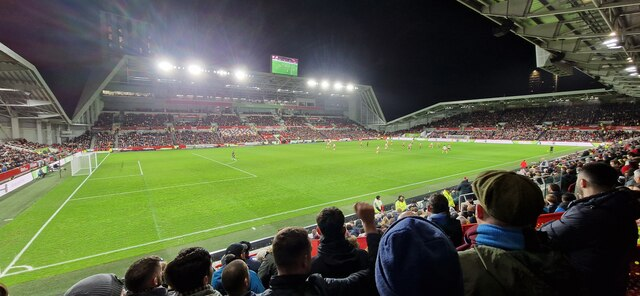
Brentford Community Stadium, l'actuel stade en 2023.

Griffin Park a été le stade de Brentford de septembre 1904 à septembre 2020. Il fut notamment connu comme étant le seul stade d'Angleterre à avoir un pub dans chaque coin du stade. Il a une capacité de 12 763 spectateurs.
À partir de septembre 2020, le club joue au Brentford Community Stadium (ou « Gtech Community Stadium » pour des raisons de naming), d'une capacité 17 250 places, il est situé sur le 166 Lionel Road North, dans le borough londonien de Hounslow au sud-ouest de Londres.

## Joueurs et personnalités du club

### Entraîneurs
| #  | Nom                       | Période               |
| -- | ------------------------- | --------------------- |
| 1  | William Lewis             | août 1900-mai 1903    |
| 2  | Dick Molyneux             | août 1903-mai 1906    |
| 3  | W.G Brown                 | août 1906}-janv. 1908 |
| 4  | George Parsonage          | févr. 1908-mai 1908   |
| 5  | Fred Halliday             | juin 1908-mai 1908    |
| 6  | Ephraim Rhodes            | août 1912-mai 1915    |
| 7  | Fred Halliday             | août 1915-août 1921   |
| 8  | Archie Mitchell           | août 1921-déc. 1924   |
| 9  | Fred Halliday             | déc. 1924-mai 1926    |
| 10 | Harry Curtis              | mai 1926-févr. 1949   |
| 11 | Jackie Gibbons            | févr. 1949-août 1952  |
| 12 | Jimmy Bain                | août 1952-janv. 1953  |
| 13 | Tommy Lawton              | janv. 1953-sep. 1953  |
| 14 | Bill Dodgin, Sr.          | oct. 1953-mai 1957    |
| 15 | Malky McDonald            | mai 1957-janv. 1965   |
| 16 | Tommy Cavanagh            | janv. 1965-mars 1966  |
| 17 | Billy Gray                | août 1966-août 1967   |
| 18 | Jimmy Sirrel              | sept. 1967-nov. 1969  |
| 19 | Frank Blunstone           | déc. 1969-juil. 1973  |
| 20 | Mike Everitt              | sept. 1973-janv. 1975 |
| 21 | John Docherty             | janv. 1975-sept. 1976 |
| 22 | Bill Dodgin, Jr.          | sept. 1976-mars 1980  |
| 23 | Fred Callaghan            | mars 1980-fév. 1984   |
| 24 | Frank Blunstone (intérim) | févr. 1984            |
| 25 | Frank McLintock           | févr. 1984-janv. 1987 |

| #  | Nom                      | Période              |
| -- | ------------------------ | -------------------- |
| 26 | Steve Perryman           | janv. 1987-août 1990 |
| 27 | Phil Holder              | août 1990-mai 1993   |
| 28 | David Webb               | mai 1993-août 1997   |
| 29 | Eddie May                | août 1997-nov. 1997  |
| 30 | Micky Adams              | nov. 1997-juil. 1998 |
| 31 | Ron Noades               | juil. 1998-nov. 2000 |
| 32 | Ray Lewington            | nov. 2000-mai 2001   |
| 33 | Steve Coppell            | mai 2001-juin 2002   |
| 34 | Wally Downes             | juin 2002-mars 2004  |
| 35 | Garry Thompson (intérim) | mars 2004            |
| 36 | Martin Allen             | mars 2004-mai 2006   |
| 37 | Leroy Rosenior           | juin 2006-nov. 2006  |
| 38 | Scott Fitzgerald         | nov. 2006-avril 2007 |
| 39 | Barry Quin (intérim)     | avril 2007-mai 2007  |
| 40 | Terry Butcher            | mai 2007-déc. 2007   |
| 41 | Andy Scott               | déc. 2007-févr. 2011 |
| 42 | Nicky Forster            | févr. 2011-mai 2011  |
| 43 | Uwe Rösler               | juin 2011-déc. 2013  |
| 44 | Alan Kernaghan (intérim) | déc. 2013            |
| 45 | Mark Warburton           | déc. 2013-mai 2015   |
| 46 | Marinus Dijkhuizen       | juin 2015-sept. 2015 |
| 47 | Lee Carsley              | sept. 2015-nov. 2015 |
| 48 | Dean Smith               | déc. 2015-oct. 2018  |
| 49 | Thomas Frank             | oct. 2018-juin 2025  |
| 50 | Keith Andrews            | Depuis juin 2025     |

### Effectif professionnel actuel
Le premier tableau liste l'effectif professionnel du Brentford FC pour la saison 2025-2026. Le second recense les prêts effectués par le club lors de cette même saison.
En grisé, les sélections de joueurs internationaux chez les jeunes mais n'ayant jamais été appelés aux échelons supérieurs une fois l'âge-limite dépassé ou les joueurs ayant pris leur retraite internationale.

### Joueurs emblématiques

#### Joueurs les plus capés
| Les 5 joueurs les plus capés de l'histoire du Brentford FC | Les 5 joueurs les plus capés de l'histoire du Brentford FC | Les 5 joueurs les plus capés de l'histoire du Brentford FC |
| Joueurs                                                    | Période                                                    | Matchs joués                                               |
| ---------------------------------------------------------- | ---------------------------------------------------------- | ---------------------------------------------------------- |
| Ken Coote                                                  | 1949-1964                                                  | 559                                                        |
| Jamie Bates                                                | 1986-1999                                                  | 524                                                        |
| Peter Gelson                                               | 1960-1975                                                  | 516                                                        |
| Kevin O'Connor                                             | 2000-2015                                                  | 501                                                        |
| Tommy Higginson                                            | 1959-1970                                                  | 435                                                        |

#### Joueur de l'année
| Année | Gagnant           |
| ----- | ----------------- |
| 1962  | Ken Coote         |
| 1963  | Micky Block       |
| 1964  | Mel Scott         |
| 1965  | Chic Brodie (en)  |
| 1966  | Chic Brodie (en)  |
| 1967  | John Docherty     |
| 1968  | Non-attribué      |
| 1969  | Non-attribué      |
| 1970  | Bobby Ross        |
| 1971  | Bobby Ross        |
| 1972  | John O'Mara       |
| 1973  | Peter Gelson (en) |
| 1974  | Peter Gelson (en) |
| 1975  | Steve Sherwood    |
| 1976  | Michael Allen     |
| 1977  | Gordon Sweetzer   |

| Année | Gagnant          |
| ----- | ---------------- |
| 1978  | Andrew McCulloch |
| 1979  | Jim McNichol     |
| 1980  | Pat Kruse        |
| 1981  | Terry Hurlock    |
| 1982  | Stan Bowles      |
| 1983  | Bob Booker       |
| 1984  | Chris Kamara     |
| 1985  | Danis Salman     |
| 1986  | Gary Phillips    |
| 1987  | Andy Sinton      |
| 1988  | Andy Sinton      |
| 1989  | Terry Evans      |
| 1990  | Terry Evans      |
| 1991  | Graham Benstead  |
| 1992  | Keith Millen     |
| 1993  | Billy Manuel     |

| Année | Gagnant          |
| ----- | ---------------- |
| 1994  | Kevin Dearden    |
| 1995  | Jamie Bates      |
| 1996  | Robert Taylor    |
| 1997  | Barry Ashby      |
| 1998  | Carl Hutchings   |
| 1999  | Darren Powell    |
| 2000  | Martin Rowlands  |
| 2001  | Gavin Mahon      |
| 2002  | Ívar Ingimarsson |
| 2003  | Paul Smith       |
| 2004  | Jay Tabb         |
| 2005  | Sam Sodje        |
| 2006  | Michael Turner   |
| 2007  | Jo Kuffour       |
| 2008  | Matt Heywood     |
| 2009  | Sam Wood         |

| Année | Gagnant            |
| ----- | ------------------ |
| 2010  | Leon Legge         |
| 2011  | Richard Lee        |
| 2012  | Jonathan Douglas   |
| 2013  | Clayton Donaldson  |
| 2014  | Alan McCormack     |
| 2015  | Toumani Diagouraga |
| 2016  | Alan Judge         |
| 2017  | Harlee Dean        |
| 2018  | Ryan Woods         |
| 2019  | Neal Maupay        |
| 2020  | Saïd Benrahma      |
| 2021  | Ivan Toney         |
| 2022  | Christian Nørgaard |
| 2023  | Ben Mee            |
| 2024  | Ethan Pinnock      |
| 2025  |                    |

#### Autres joueurs emblématiques
- Wojciech Szczęsny
- Dean Holdsworth
- /  Carl Cort
- John Moncur
- Andy Myers
- David McCracken
- Gary Blissett
- Neil Shipperley
- Isaiah Rankin
- Bryan Mbeumo